# Miracle Coffee
Miracle Coffee是新加坡歌手林俊傑於2017年創立的咖啡品牌。在台湾、新加坡及中国大陆经营，共有11家门市。

## 历史
2017年12月23日，Miracle Coffee首家門市在台北市內湖區開幕，坐落于林俊杰工作室JFJ Productions一旁。2019年11月11日，Miracle Coffee携手SMG打造的复合式概念店在上海市黄浦区长乐路开幕，为大陆首家门市。
2020年5月23日，再度携手SMG打造的復合门市在臺北東區开幕。2021年12月23日，古亭店正式開幕。2022年7月25日，上海店因租约到期结束营业。
2022年9月30日，在新加坡滨海湾金沙艺术科学博物馆开设快闪店
，并于2023年12月6日正式开业。2023年8月22日，在南京华采天地购物中心开设快闪店，11月9日，南京华采天地购物中心店正式开业。
2024年1月20日晚間20點整，東區門市結束營業，而古亭門市則於1月底結束營業，合併移至新址臺北市大安區光復南路308巷34號，于2月2日正式開幕。3月8日，成都东郊记忆店开始试营业。3月30日，福州万象城店开始试运营。5月1日，广州天汇广场店开幕。10月31日，重庆龙湖时代天街店开始试营业。11月14日，上海湖滨路旗舰店开始试营业。12月，杭州工联大厦店和合肥银泰in77店相继开始试营业。

## 販售

### 飲食
| 咖啡类 - 拿铁咖啡 - 燕麦奶拿铁 - 美式咖啡 - 卡布奇诺 - 摩卡 - 手冲咖啡 - 冰酿咖啡 | 非咖啡类 - JJ's Wonderblend - Miracle Milo - 黑糖焙茶拿铁 - 薰风抹茶拿铁 - 阿里山乌龙茶 |

除以上常规单品，各门店亦提供门店/城市限定饮品。

### 其他
- 烘培甜品
- 咖啡豆
- 周边产品

各门店可供购买的商品有所不同，周边商品在中国大陆也可以通过线上商城购买。

## 店面

### 門市
台湾
- 臺北內湖門市
- 臺北東區門市[註 1]

新加坡
- 滨海湾金沙藝術科學博物館門市（旗舰店）

中国大陆
- 南京华采天地門市
- 成都东郊记忆門市
- 福州万象城門市
- 广州天汇广场門市
- 重庆龙湖时代天街門市
- 上海湖滨道門市（旗舰店）
- 杭州工联大厦門市
- 合肥银泰in77門市

## 已結束營業門市
中国大陆
- 上海長樂路門市

臺灣
- 古亭門市[註 2]

## 外部連結
- 官方网站（页面存档备份，存于）（繁體中文）
- Miracle Coffee新加坡滨海湾金沙官方网站（页面存档备份，存于）（繁體中文）（简体中文）（英文）
- Miracle Coffee的Facebook專頁（繁體中文）
- Miracle Coffee新加坡的Facebook專頁（英文）
- Miracle Coffee的Instagram帳戶（繁體中文）
- Miracle Coffee新加坡的Instagram帳戶（英文）
- Miracle Coffee的新浪微博（简体中文）
- Miracle Coffee南京的新浪微博（简体中文）
- Miracle Coffee成都的新浪微博（简体中文）
- Miracle Coffee福州的新浪微博（简体中文）
- Miracle Coffee广州的新浪微博（简体中文）
- 偶遇小奇迹的新浪微博（简体中文）